# Prefeito de Nova Iorque
O prefeito da cidade de Nova York é o chefe do executivo, a cidade tem o maior orçamento municipal dos Estados Unidos, com 100,7 bilhões de dólares no ano fiscal de 2021. A cidade emprega 325 mil pessoas, gasta cerca de 21 bilhões de dólares para educar mais de 1,1 milhão de alunos (o maior sistema de escolas públicas dos Estados Unidos) e arrecada 27 bilhões de dólares em impostos. Recebe 14 bilhões de dólares dos governos estadual e federal.
O gabinete do prefeito está localizado na prefeitura de Nova York; tem jurisdição sobre todos os cinco distritos da cidade de Nova York: Manhattan, Brooklyn, Bronx, Staten Island e Queens. O prefeito nomeia vários funcionários, incluindo comissários que chefiam departamentos da cidade e seus vice-prefeitos. Os regulamentos do prefeito são compilados no título 43 das Regras da cidade de Nova York. De acordo com a lei atual, o prefeito está limitado a dois mandatos consecutivos de quatro anos no cargo, mas pode concorrer novamente após uma pausa de quatro anos.
O atual prefeito é Eric Adams, que assumiu o cargo em 1 de janeiro de 2022.

## História
Por 156 anos, o prefeito foi nomeado e tinha poderes limitados, entre 1783 e 1821, o prefeito foi nomeado pelo  governador do estado. Em 1821, o Conselho Comum, que incluía membros eleitos, ganhou autoridade para escolher o prefeito. Uma emenda à Constituição do Estado de Nova York em 1834 previa a eleição popular direta do prefeito. Cornelius W. Lawrence, um democrata, foi eleito naquele ano.
A Mansão Gracie é a residência oficial do prefeito desde a administração de Fiorello La Guardia em 1942.

### Tammany Hall

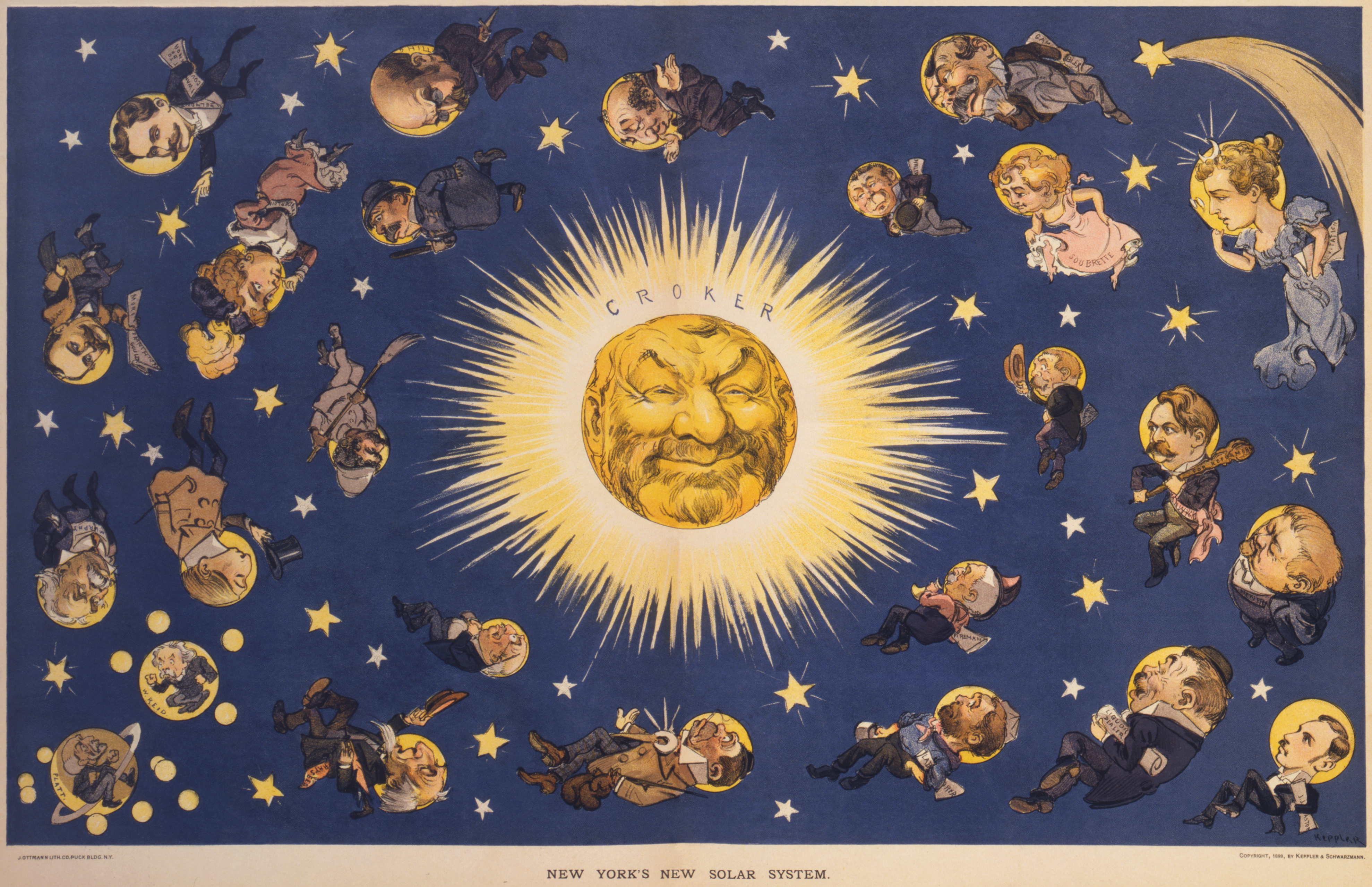
"O novo sistema solar de Nova York": Tammany Hall gira em torno de Boss Croker neste desenho animado de 1899 em Puck.

Tammany Hall, uma organização de artesãos, ganhou o controle das indicações do Partido Democrata no estado e na cidade em 1861. Ele desempenhou um papel importante na política da cidade de Nova York na década de 1960 e foi um jogador dominante desde a vitória para prefeito de Fernando Wood em 1854 até a era de Robert Wagner (1954-1965).

## Escritórios nomeados
- Comissário de Polícia de Nova York
- Comissário de Bombeiros de Nova York
- Juízes do Tribunal Criminal da Cidade de Nova York
- Marechais da cidade de Nova York
- Chanceler das escolas da cidade de Nova York (em 2002)
- Escritório de Administração e Orçamento do Prefeito de Nova York
- Comissário de Saúde da Cidade de Nova York

## Na cultura popular
Spin City, uma sitcom de TV dos anos 90, estrelou Michael J. Fox como vice-prefeito de Nova York.
Nas décadas de 1980 e 1990, os prefeitos Ed Koch e Rudy Giuliani apareceram no Saturday Night Live em várias ocasiões, às vezes zombando de si mesmos em esquetes. Giuliani e o prefeito Michael Bloomberg apareceram, como eles próprios em suas funções de prefeito, em episódios de Law & Order. Giuliani também apareceu como ele mesmo em um episódio de Seinfeld, intitulado "The Non-Fat Yogurt". Giuliani fez participações especiais em filmes como The Out-of-Towners e Anger Management. Bloomberg apareceu em 30 Rock, Gossip Girl, Curb Your Enthusiasm e Horace and Pete .